# Canihuel
Canihuel [kaniyɛl] (breton : Kanivel en forme locale et Kanuhel en forme standard) est une commune française située en Argoat, dans le département des Côtes-d'Armor en région Bretagne.

## Géographie
La commune de Canihuel se trouve dans le canton de Saint Nicolas-du-Pélem. Canihuel est une paroisse appartenant au pays Fañch (Bro Fañch en breton), partie de l'extrémité orientale de la Cornouaille (Bro-Gernev en breton).
À Canihuel, se trouvent certains contreforts des monts d'Arrée. L'altitude moyenne de Canihuel est de 200 mètres environ. Sa superficie est de 32,14 km2. Sa latitude est de 48,34 degrés nord et sa longitude de 3,106 degrés ouest.
Le finage de Canihuel est très contrasté entre la partie nord qui correspond à la bordure méridionale du massif granitique de Quintin et à un paysage de bocage, et la partie sud qui est un bassin schisteux présentant un paysage plus ouvert (les terroirs agricoles sont fortement différenciés : les c'hrwec'hou [les hauteurs] sont beaucoup plus pauvres que les diasoù [parties basses], plus riches). Une guirlande de bois occupe l'escarpement haut d'une cinquantaine de mètres qui sépare ces deux entités.
Les bourgades les plus proches de Canihuel sont : Le Haut-Corlay à 4,05 km, Kerpert à 4,28 km, Corlay à 4,34 km, Saint-Gilles-Pligeaux à 4,41 km, Saint-Nicolas-du-Pélem à 4,96 km.
La rivière du Sulon qui se jette plus loin dans le Blavet, et qui donnait son nom à l'ancienne équipe de football de Canihuel (A.S. du Sulon), traverse la commune et l'étang du Pellinec.

### Communes limitrophes
| Kerpert                | Saint-Gilles-Pligeaux | Le Vieux-Bourg |
| Saint-Nicolas-du-Pelem | Canihuel              | Le Haut-Corlay |
| Saint-Igeaux           | Plussulien            | Corlay         |

### Hydrographie
Pour un article plus général, voir Réseau hydrographique des Côtes-d'Armor.
La commune est située dans le bassin Loire-Bretagne. Elle est drainée par le Sulon et le Corlay,.
Le Sulon, d'une longueur de 29 km, prend sa source dans la commune du Vieux-Bourg et se jette  dans le Blavet à Gouarec, après avoir traversé huit communes. 
Le Corlay, d'une longueur de 17 km, prend sa source dans la commune du Haut-Corlay et se jette  dans le Sulon à Saint-Nicolas-du-Pélem, après avoir traversé six communes. 
Un plan d'eau complète le réseau hydrographique : l'étang de Pellinec (11,41 ha),.

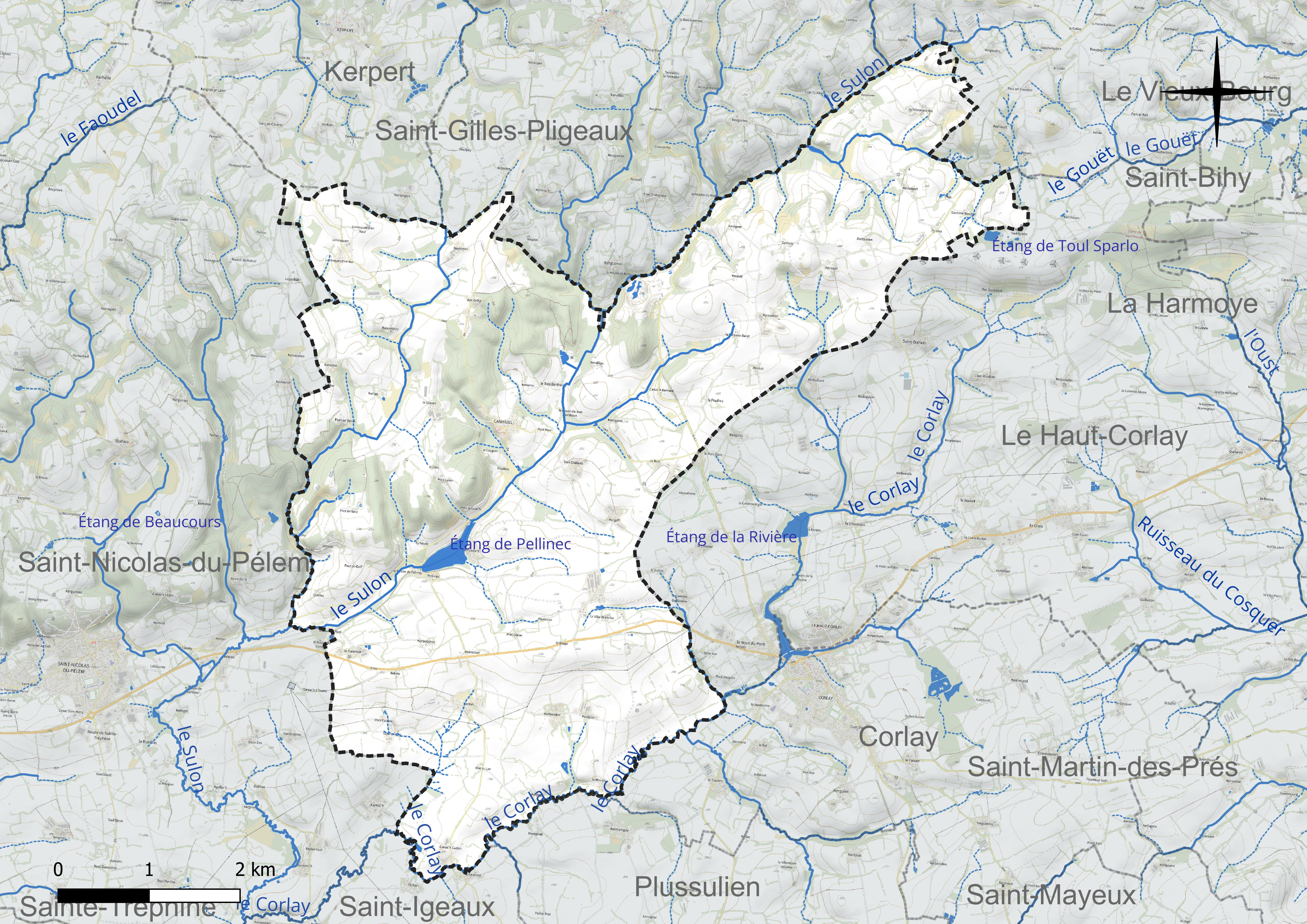
Réseau hydrographique de Canihuel.

### Climat
Pour des articles plus généraux, voir Climat de la Bretagne et Climat des Côtes-d'Armor.
En 2010, le climat de la commune est de type climat océanique franc, selon une étude du Centre national de la recherche scientifique s'appuyant sur une série de données couvrant la période 1971-2000. En 2020, Météo-France publie une typologie des climats de la France métropolitaine dans laquelle la commune est exposée à un climat océanique et est dans la région climatique  Finistère nord, caractérisée par une pluviométrie élevée, des températures douces en hiver (6 °C), fraîches en été et des vents forts. Parallèlement l'observatoire de l'environnement en Bretagne publie en 2020 un zonage climatique de la région Bretagne, s'appuyant sur des données de Météo-France de 2009. La commune est, selon ce zonage, dans la zone « Monts d'Arrée », avec des hivers froids, peu de chaleurs et de fortes pluies.  
Pour la période 1971-2000, la température annuelle moyenne est de 10,6 °C, avec une amplitude thermique annuelle de 11,3 °C. Le cumul annuel moyen de précipitations est de 997 mm, avec 14,8 jours de précipitations en janvier et 7,7 jours en juillet. Pour la période 1991-2020, la température moyenne annuelle observée sur la station météorologique la plus proche, située sur la commune de Kerpert à 5 km à vol d'oiseau, est de 10,8 °C et le cumul annuel moyen de précipitations est de 1 088,9 mm,. Pour l'avenir, les paramètres climatiques de la commune estimés pour 2050 selon différents scénarios d'émission de gaz à effet de serre sont consultables sur un site dédié publié par Météo-France en novembre 2022.

## Urbanisme

### Typologie
Au 1er janvier 2024, Canihuel est catégorisée commune rurale à habitat très dispersé, selon la nouvelle grille communale de densité à 7 niveaux définie par l'Insee en 2022.
Elle est située hors unité urbaine et hors attraction des villes,.

### Occupation des sols

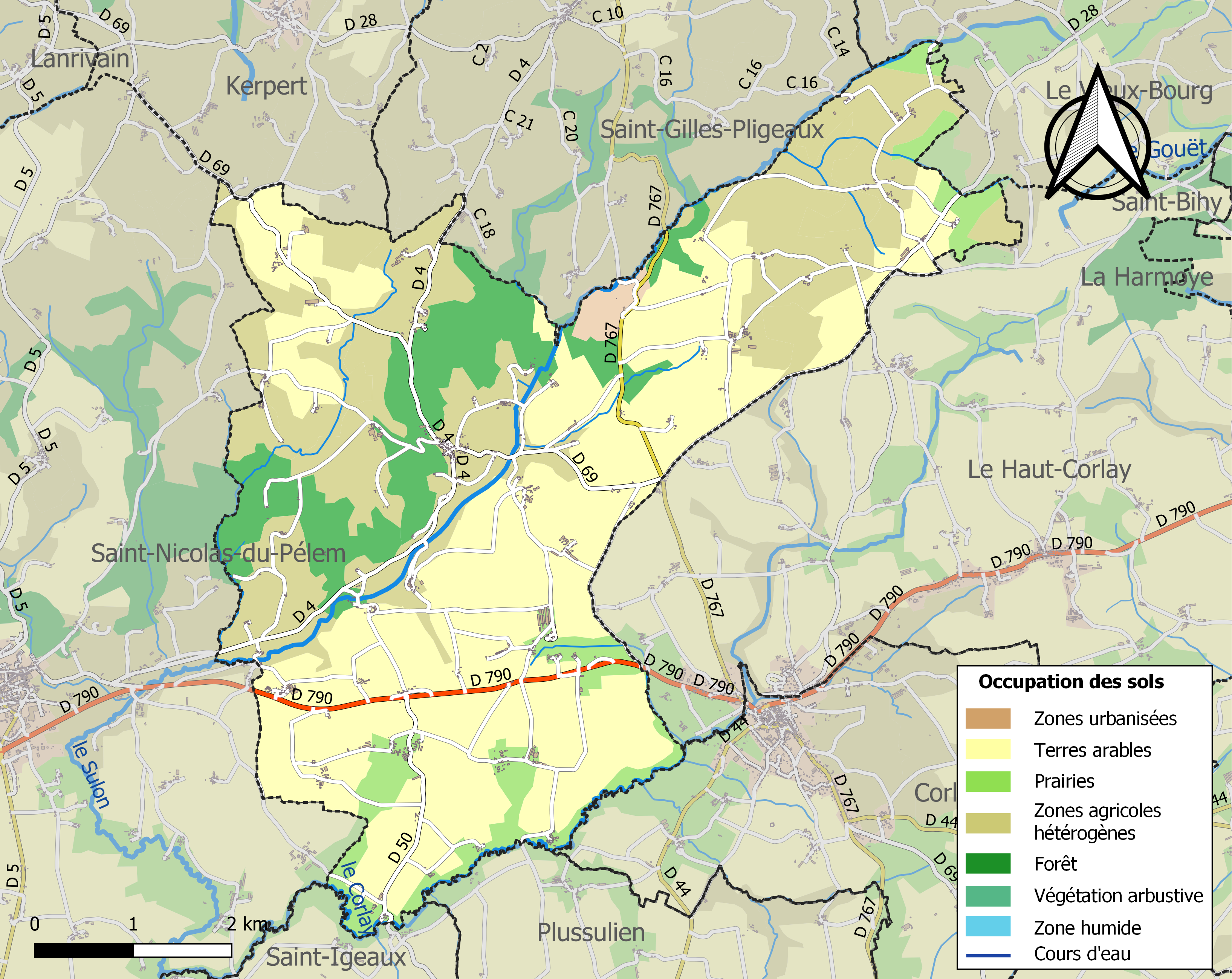
Carte des infrastructures et de l'occupation des sols de la commune en 2018 (CLC).

Le tableau ci-dessous présente l'occupation des sols de la commune en 2018, telle qu'elle ressort de la base de données européenne d’occupation biophysique des sols Corine Land Cover (CLC).
| Type d’occupation                                                                   | Pourcentage | Superficie (en hectares) |
| ----------------------------------------------------------------------------------- | ----------- | ------------------------ |
| Extraction de matériaux                                                             | 1,2 %       | 31                       |
| Terres arables hors périmètres d'irrigation                                         | 47,3 %      | 1 529                    |
| Prairies et autres surfaces toujours en herbe                                       | 7,3 %       | 237                      |
| Systèmes culturaux et parcellaires complexes                                        | 22,3 %      | 720                      |
| Surfaces essentiellement agricoles interrompues par des espaces naturels importants | 10,0 %      | 334                      |
| Forêts de feuillus                                                                  | 8,6 %       | 279                      |
| Forêts mélangées                                                                    | 3,1 %       | 101                      |
| Source : Corine Land Cover                                                          |             |                          |

## Toponymie
Attesté sous la forme traduite en latin Beatia Maria de Colle Alto en  1393 (bulle de 1393, Couffon), Kenech Uhel en 1536, Camuchel en 1598, Quenechhuel en 1672.
Le nom latin signifie « haute colline » qui est une traduction exacte du breton knec'h « colline » et uhel « haut » (cf. Breizh-Uhel).
Kanivel en breton.

## Histoire

### Préhistoire
Le territoire de Canihuel est fréquenté dès le néolithique ainsi que l'atteste la présence de menhirs (Menhirs de Goresto, Menhir de Restobert, Menhir de Bodquelen) et d'un tumulus aplani près du lieu-dit de Montohan. La découverte en 1872 d’un dépôt de 25 haches à douilles vient confirmer ce fait.

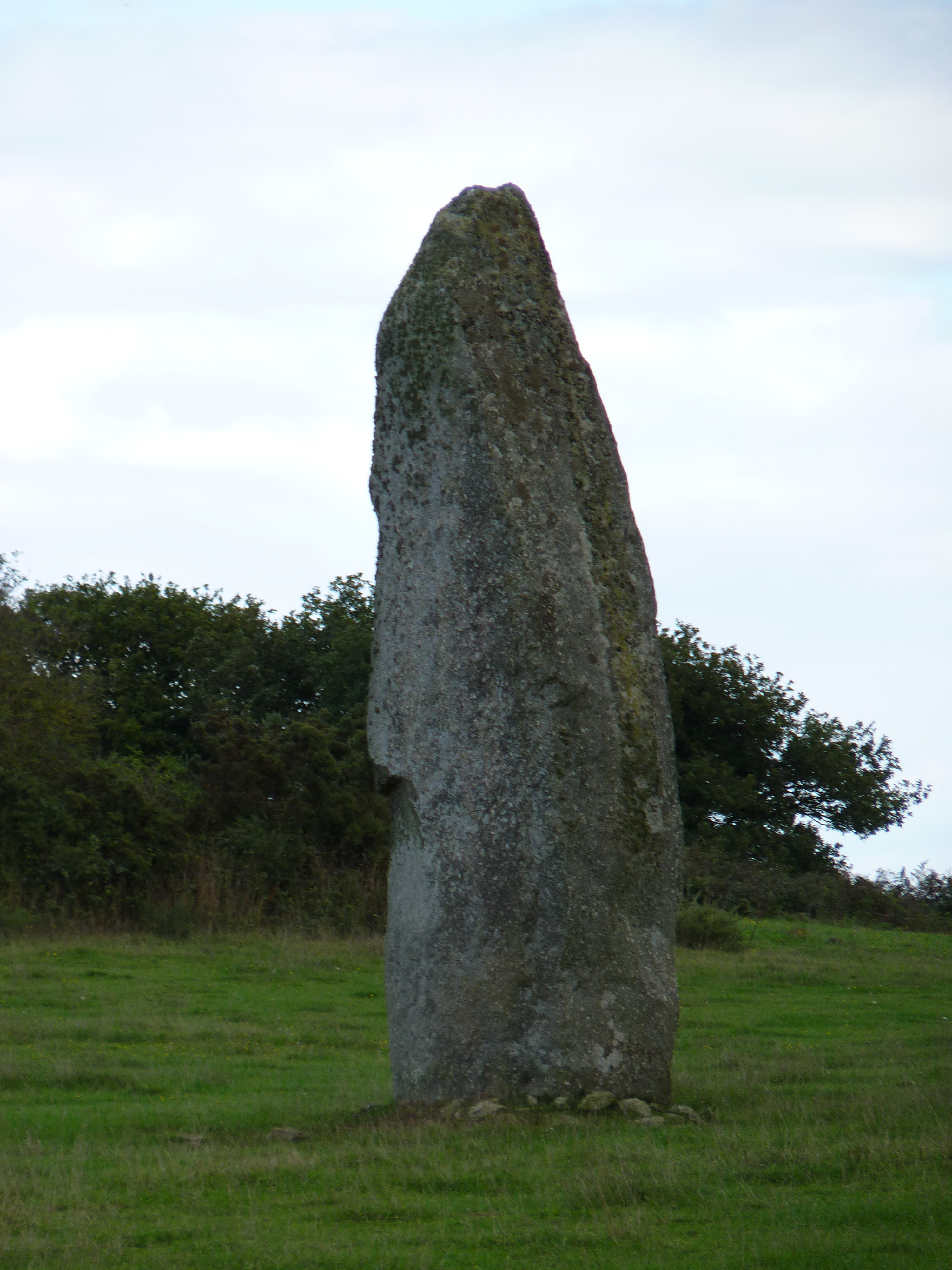
Le menhir de Goresto.
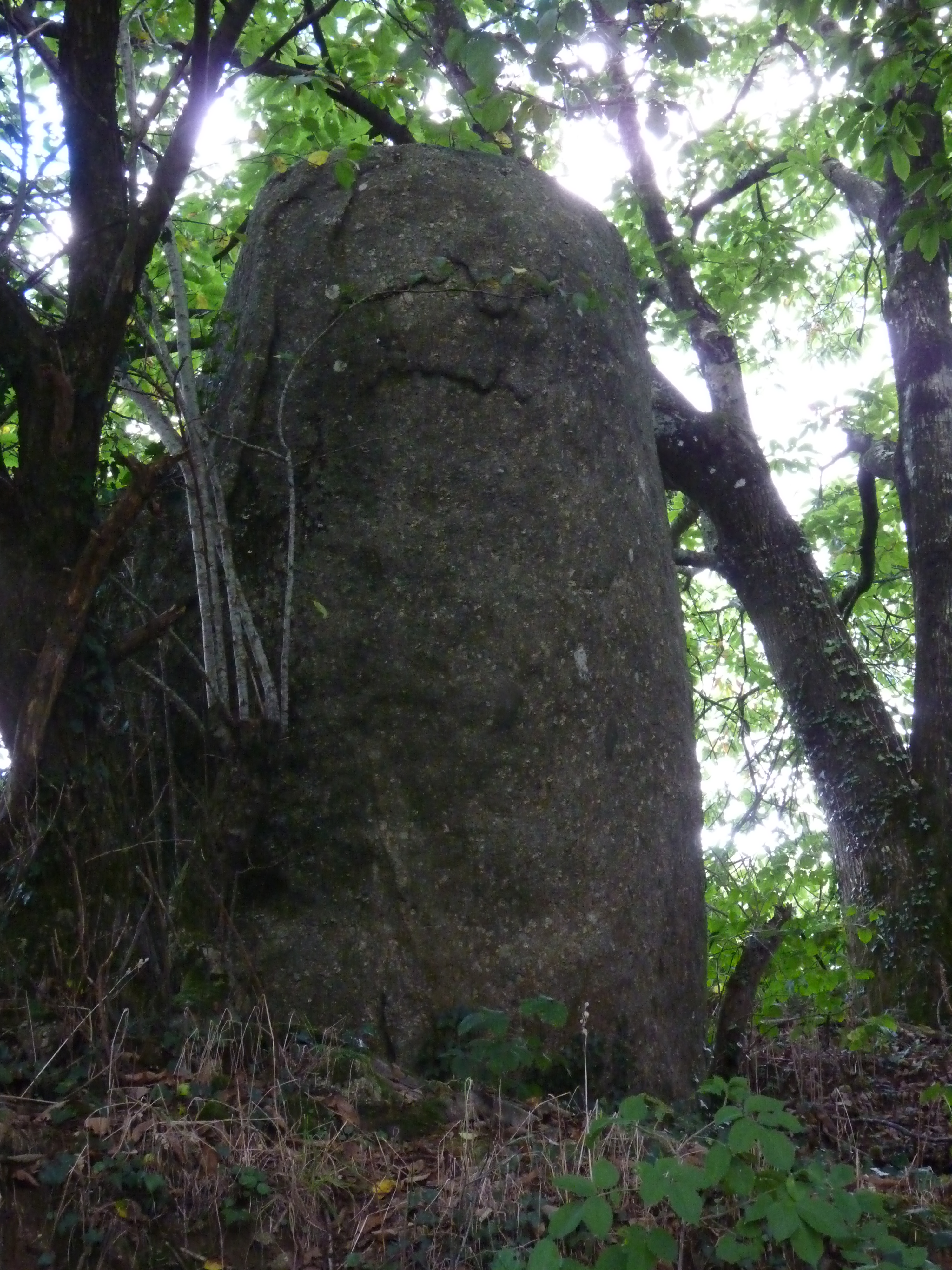
L'un des menhirs de Bodquelen.

### Moyen-Âge
La paroisse est dite Beatia Maria de Colle Alto dans une bulle de 1393 (Couffon). Quenec'h-Uhel était au XVIe siècle, une trêve de la paroisse de Bothoa. Canihuel est érigée en paroisse indépendante en 1803 et dépend du diocèse de Quimper. La première municipalité y fut élue en 1790.
La motte féodale du Pellinec fut le siège d'une importante seigneurie ; Geoffroy de Pelinoc (ou Pelinec) figure d'ailleurs en 1370 dans une montre de Du Guesclin.

### Époque moderne
La seigneurie du Pellinec appartint entre 1680 et 1731 à la famille de Francheville

### LeXIXesiècle
L'assassinat de Jean Le Foll, un cultivateur de Plounévez-Quintin, le 21 janvier 1824, se produisit dans un cabaret isolé, dénommé "Le Petit Paris", situé à Canihuel, à l'intersection des routes de Corlay à Saint-Gilles-Pligeaux et du Vieux-Bourg à Canihuel ; le juge de paix du canton de Bothoa écrit alors : « Ce lieu est sinistre et funeste aux voyageurs qui y passent la nuit. Les habitants de cette partie du Haut-Corlay, Corlay et Canihuel, n'osent pas parler et craignent d'être victimes de leur sincérité.Voilà d'où provient la difficulté de découvrir la société des scélérats qui sont nichés dans ce pays et qui viennent au "Petit Paris" y préparer leurs mauvais desseins. Les propriétaires de ce cabaret, Jean-Louis Bertho et son épouse, furent déjà dans les prisons de Loudéac et plût au ciel qu'ils n'en fussent jamais sortis ».

### LeXXesiècle

#### Les guerres du XXe siècle
Le Monument aux Morts fait état de 82 soldats Morts pour la France :
- 69 sont morts durant la Première Guerre mondiale.
- 10 sont morts durant la Seconde Guerre mondiale.
- 2 sont morts durant la guerre d'Algérie.
- 1 est mort durant la guerre d'Indochine.

## Événements réguliers
Tous les ans sont organisés des festoù-noz, celui dit « de la Grotte », courant juin, auquel ont déjà participé les groupes Ar Re Yaouank, Pevar Den ou Ampouailh et celui de la Trinité, courant juillet, qui vient soutenir l'action de l'Association des amis de la chapelle de la Sainte-Trinité.
Le pardon de Canihuel, en l'honneur de la Vierge Marie, est organisé le deuxième dimanche de juillet. La messe tenue en l'église Notre-Dame de Canihuel est suivie d'une procession lors de laquelle est portée la statue de la Sainte Vierge jusqu'à la Grotte de la Vierge. Lors de la procession est traditionnellement chanté le Kantig Itron Varia Ganivel.

## Politique et administration

### Liste des maires
| Période                                  | Période          | Identité                       | Étiquette | Qualité |
| ---------------------------------------- | ---------------- | ------------------------------ | --------- | --- |
| Les données manquantes sont à compléter. |                  |                                |           | |
| mai 1904                                 | mai 1944 (décès) | Henri de Seré du Boisberthelot | Libéral   | Comte, propriétaire du château de Boisberthelot Conseiller général de Saint-Nicolas-du-Pélem (1919 → 1931) Conseiller d'arrondissement (1904 → 1919) |
| Les données manquantes sont à compléter. |                  |                                |           | |
| mai 1953                                 | 14 mars 1959     | M. Le Chaux                    |           | |
| 14 mars 1959                             | mars 1971        | René Dubois                    |           | |
| mars 1971                                | 18 mars 1983     | Albert Le Méhauté              |           | |
| 18 mars 1983                             | 22 mars 2008     | Édouard Melin                  | DVG       | Agriculteur-éleveur retraité, maire honoraire Adjoint au maire (1971 → 1983)                                                                         |
| 22 mars 2008                             | 4 avril 2014     | Franck Le Meaux                | Centriste | Chef d'entreprise |
| 4 avril 2014                             | 23 mai 2020      | Jean-Louis Mobuchon            | DVG       | Cadre retraité |
| 23 mai 2020                              | En cours         | Franck Le Meaux,               | Centriste | Chef d'entreprise |

## Démographie
| 1793 | 1800  | 1806  | 1821  | 1831  | 1836  | 1841  | 1846  | 1851  |
| ---- | ----- | ----- | ----- | ----- | ----- | ----- | ----- | ----- |
| 963  | 1 139 | 1 367 | 1 341 | 1 526 | 1 531 | 1 552 | 1 620 | 1 652 |

| 1856  | 1861  | 1866  | 1872  | 1876  | 1881  | 1886  | 1891  | 1896  |
| ----- | ----- | ----- | ----- | ----- | ----- | ----- | ----- | ----- |
| 1 591 | 1 612 | 1 900 | 1 455 | 1 515 | 1 503 | 1 588 | 1 559 | 1 553 |

| 1901  | 1906  | 1911  | 1921  | 1926  | 1931  | 1936  | 1946 | 1954 |
| ----- | ----- | ----- | ----- | ----- | ----- | ----- | ---- | ---- |
| 1 509 | 1 513 | 1 582 | 1 311 | 1 159 | 1 104 | 1 077 | 947  | 864  |

| 1962 | 1968 | 1975 | 1982 | 1990 | 1999 | 2006 | 2007 | 2012 |
| ---- | ---- | ---- | ---- | ---- | ---- | ---- | ---- | ---- |
| 771  | 653  | 558  | 459  | 422  | 409  | 380  | 376  | 372  |

| 2017 | 2022 | - | - | - | - | - | - | - |
| ---- | ---- | - | - | - | - | - | - | - |
| 355  | 348  | - | - | - | - | - | - | - |

Canihuel a perdu 76 % de sa population entre 1851 et 1999, passant de 1 652 à 409 habitants entre ces deux dates.

## Culture locale et patrimoine

### Lieux et monuments
- Menhir de Bodquelen (Néolithique),  Inscrit MH (1969) ;
- Menhirs de Goresto (Néolithique),  Inscrit MH (1969) ;
- Menhir de Restobert ;
- Manoir de la Ville Blanche,  Inscrit MH (1987) ;
- Motte féodale de Pellinec surnommée « camp romain » ;
- Église Notre-Dame (construction fin XIVe siècle-1474)  Classé MH (1990) ;
- Ruines de l'ancienne chapelle de la Trinité,  Inscrit MH (1972).

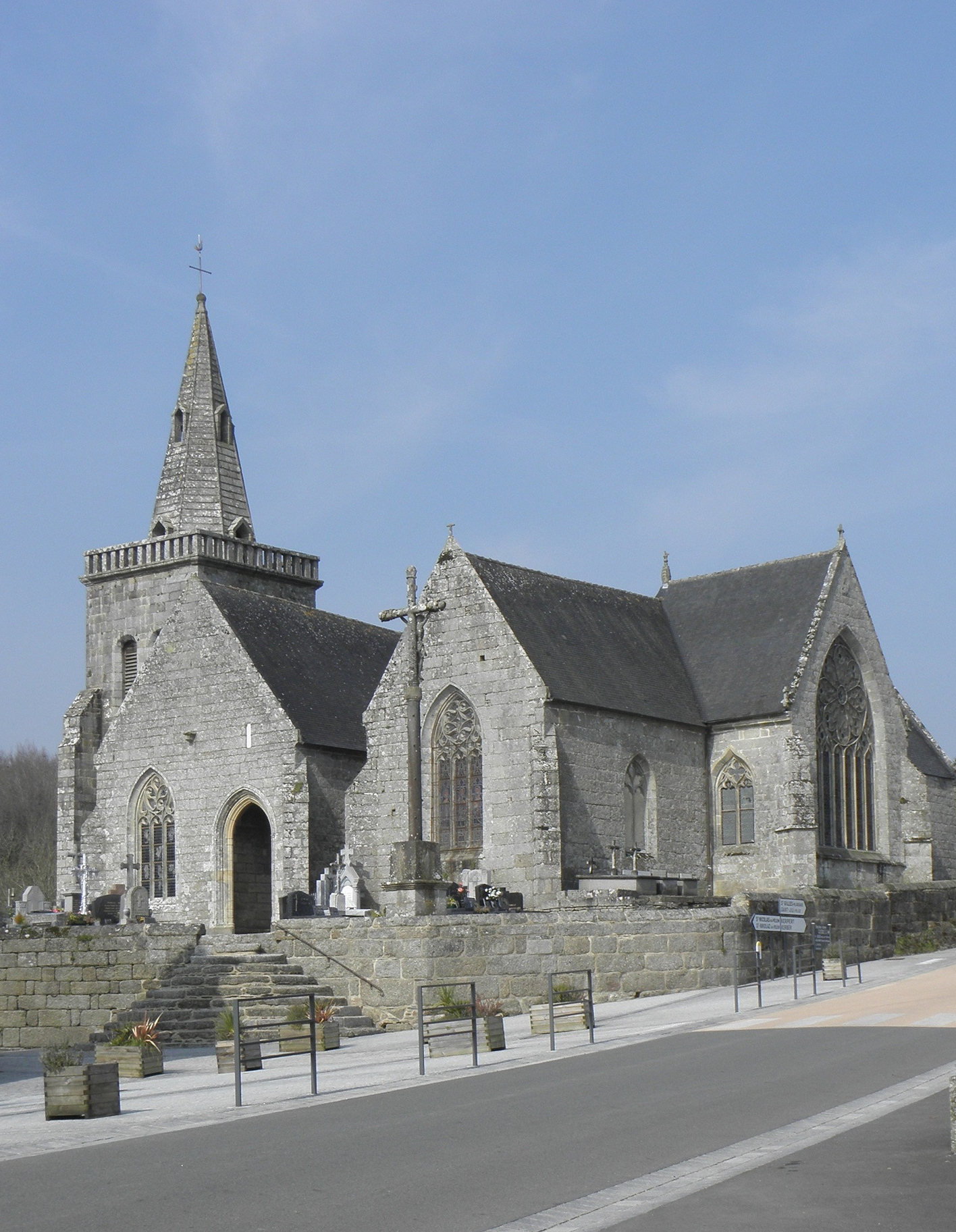
L'église paroissiale Notre-Dame : chevet et flanc sud.
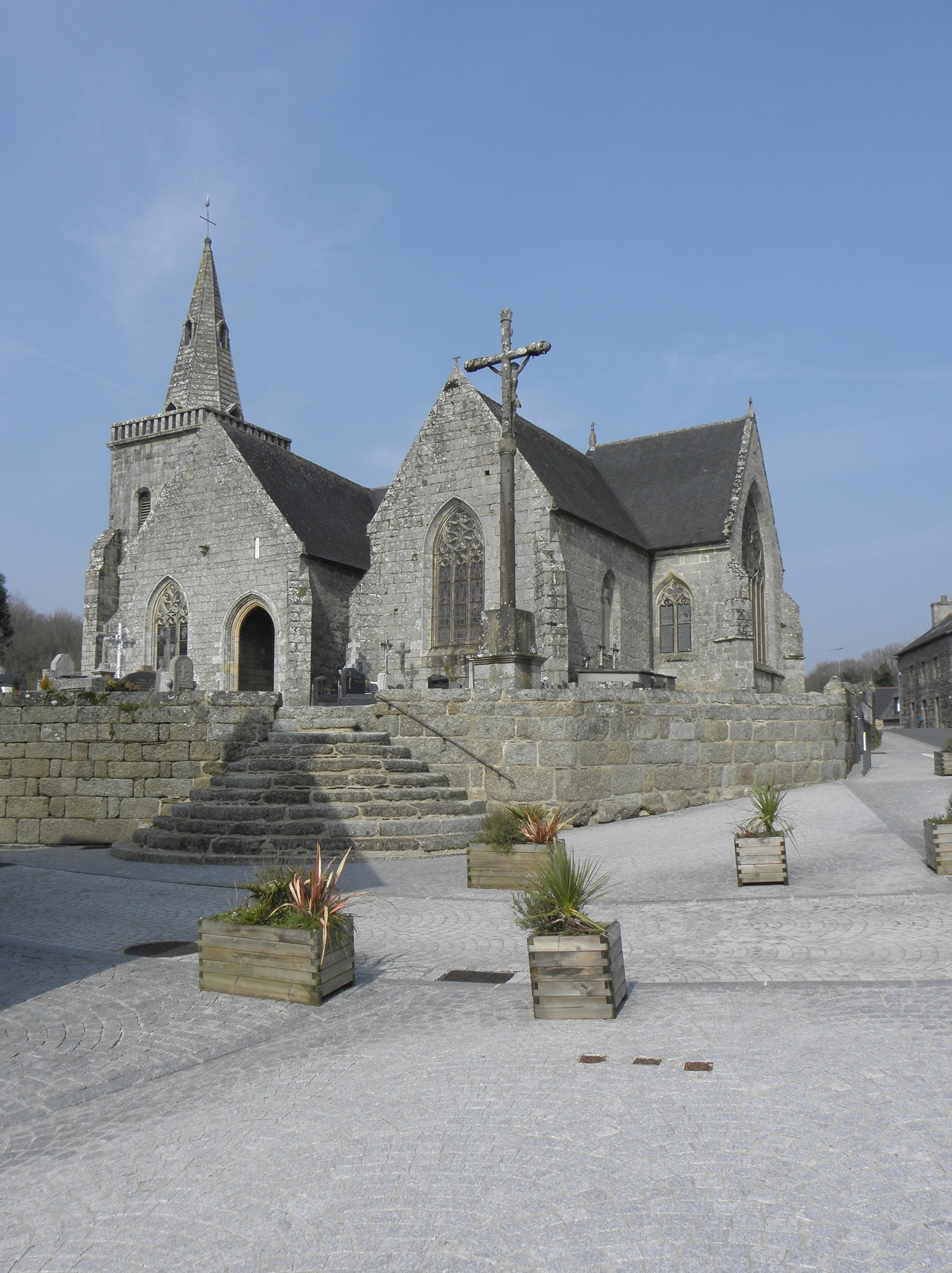
L'église paroissiale Notre-Dame : flanc sud.
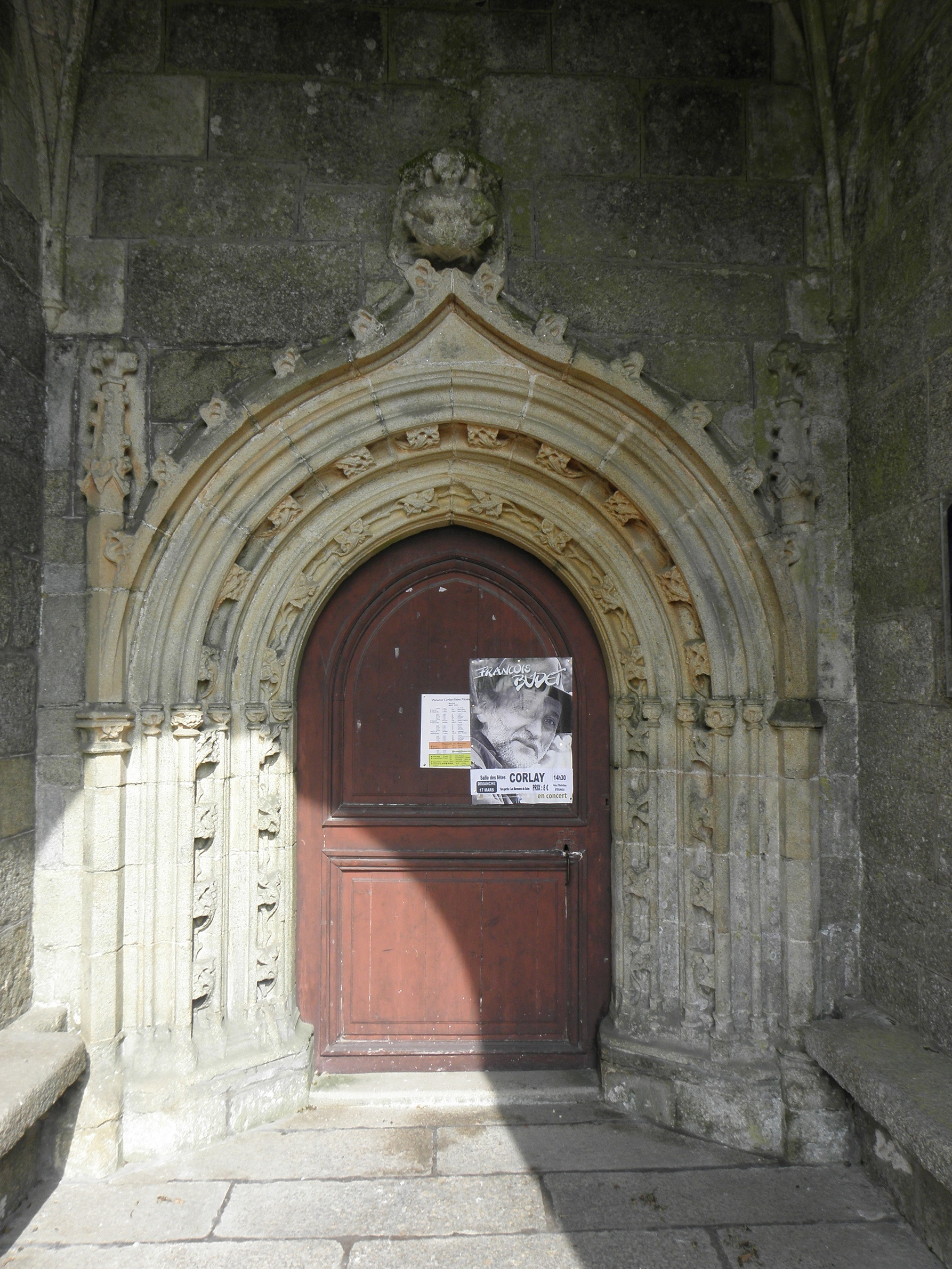
L'église paroissiale Notre-Dame : porche sud.
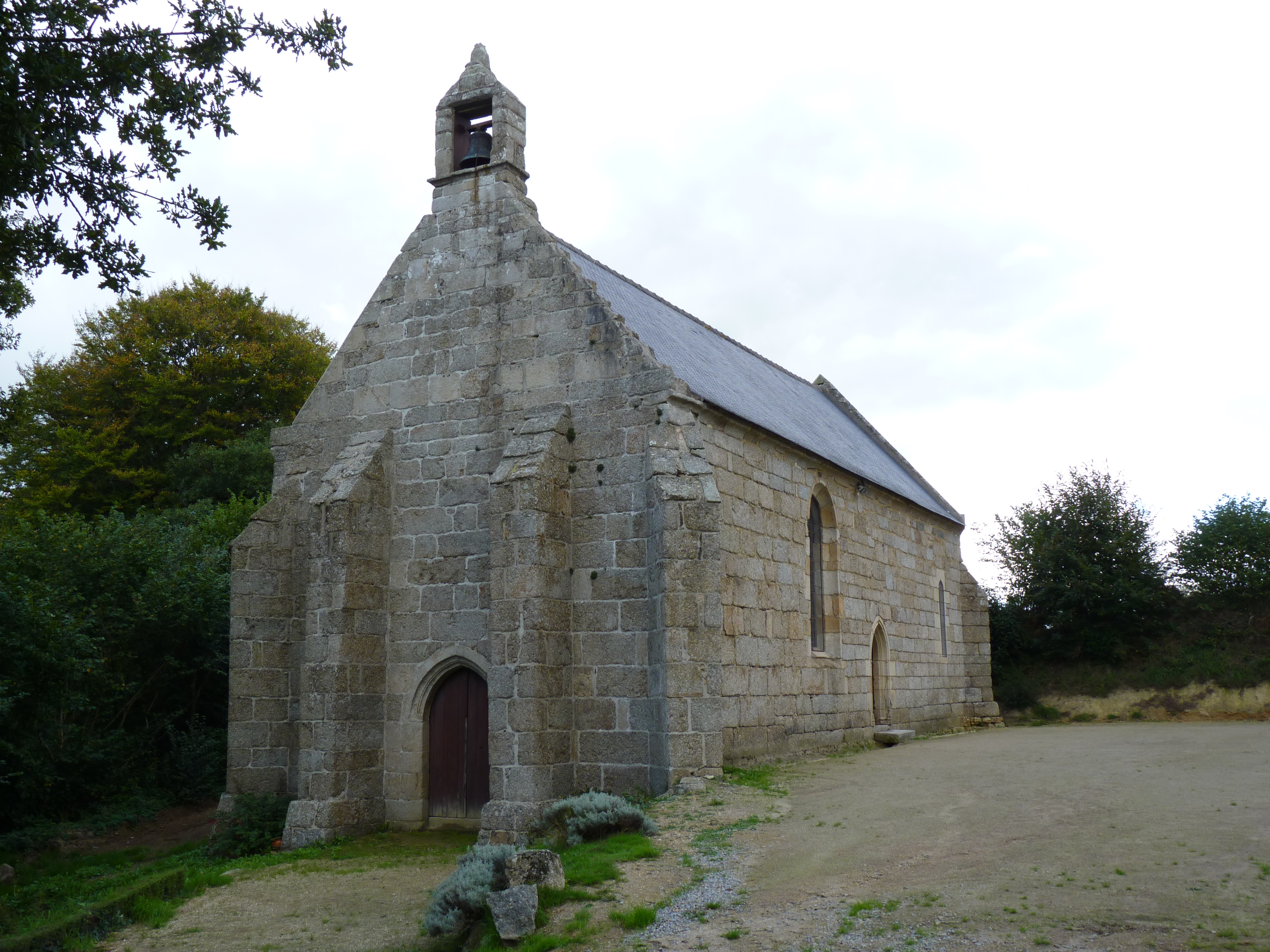
La chapelle de la Trinité.
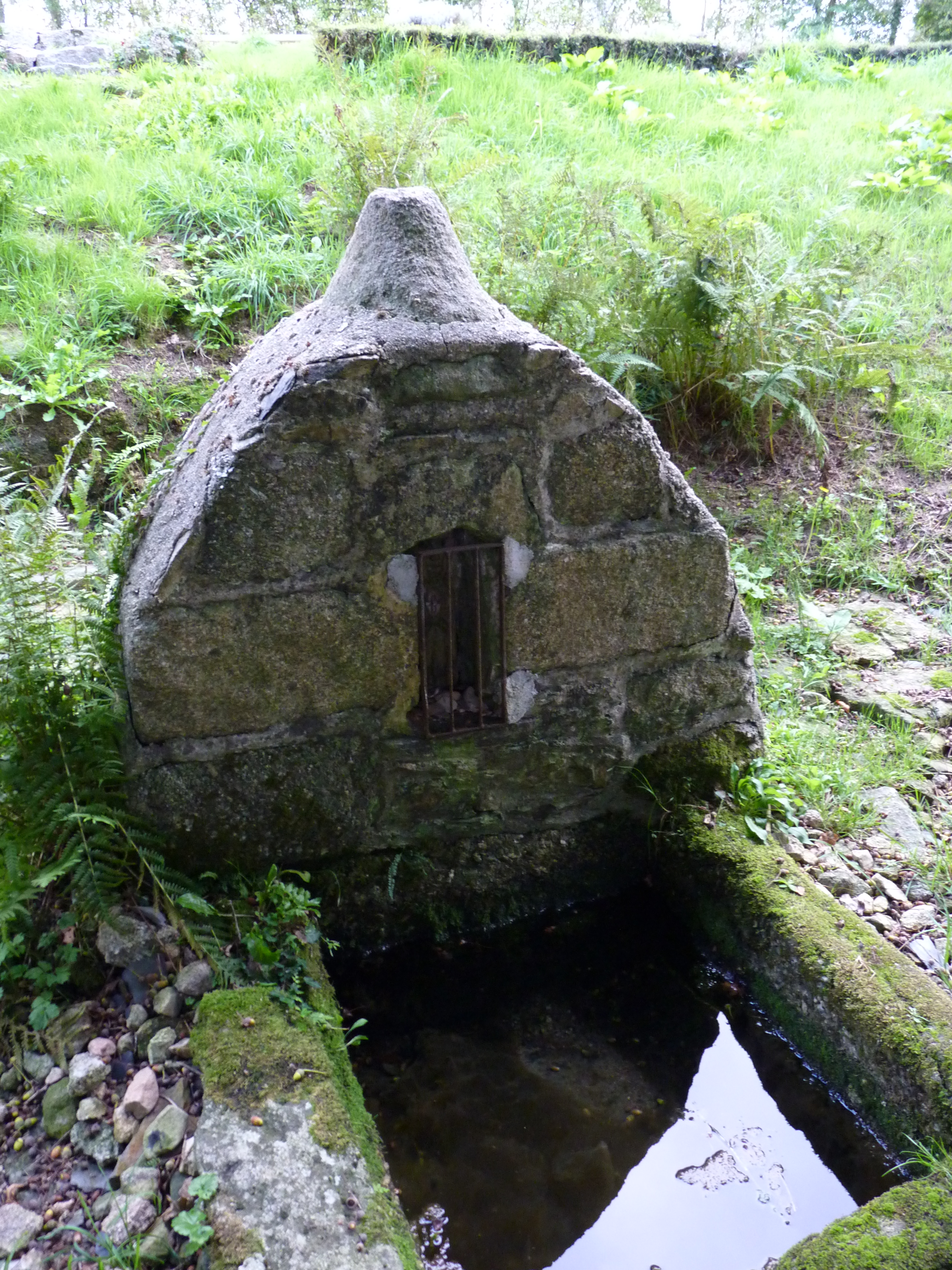
La fontaine près de la chapelle de la Trinité.

- La croix du chemin de Run-ar-Bley (1781).
- Château du Bois-Berthelot.
- Lavoir et "Grotte de la Sainte-Vierge" à proximité du bourg, probablement ancien lieu de culte druidique. Une pierre a été dressée à droite de la grotte avec ce texte : Reconnaissance à Notre Dame pour la protection de Canihuel - 1947-1997 - Reconnaissance à l'Abbé Morellec. Ce-dernier avait en 1944 fait le vœu de construire une grotte dédiée à la Vierge au cas où la commune serait épargnée par l'armée allemande. Ce fut le cas. La grotte a été inaugurée le 9 juillet 1950[26].

#### Hippisme
L'équipôle de Corlay, situé en fait sur les communes du Haut-Corlay et Canihuel, est un complexe équestre, créé par l'agrandissement de l'hippodrome préexistant, nommé « Le Petit Paris ». Il accueille des courses hippiques et des épreuves de sports équestre, notamment d'endurance.

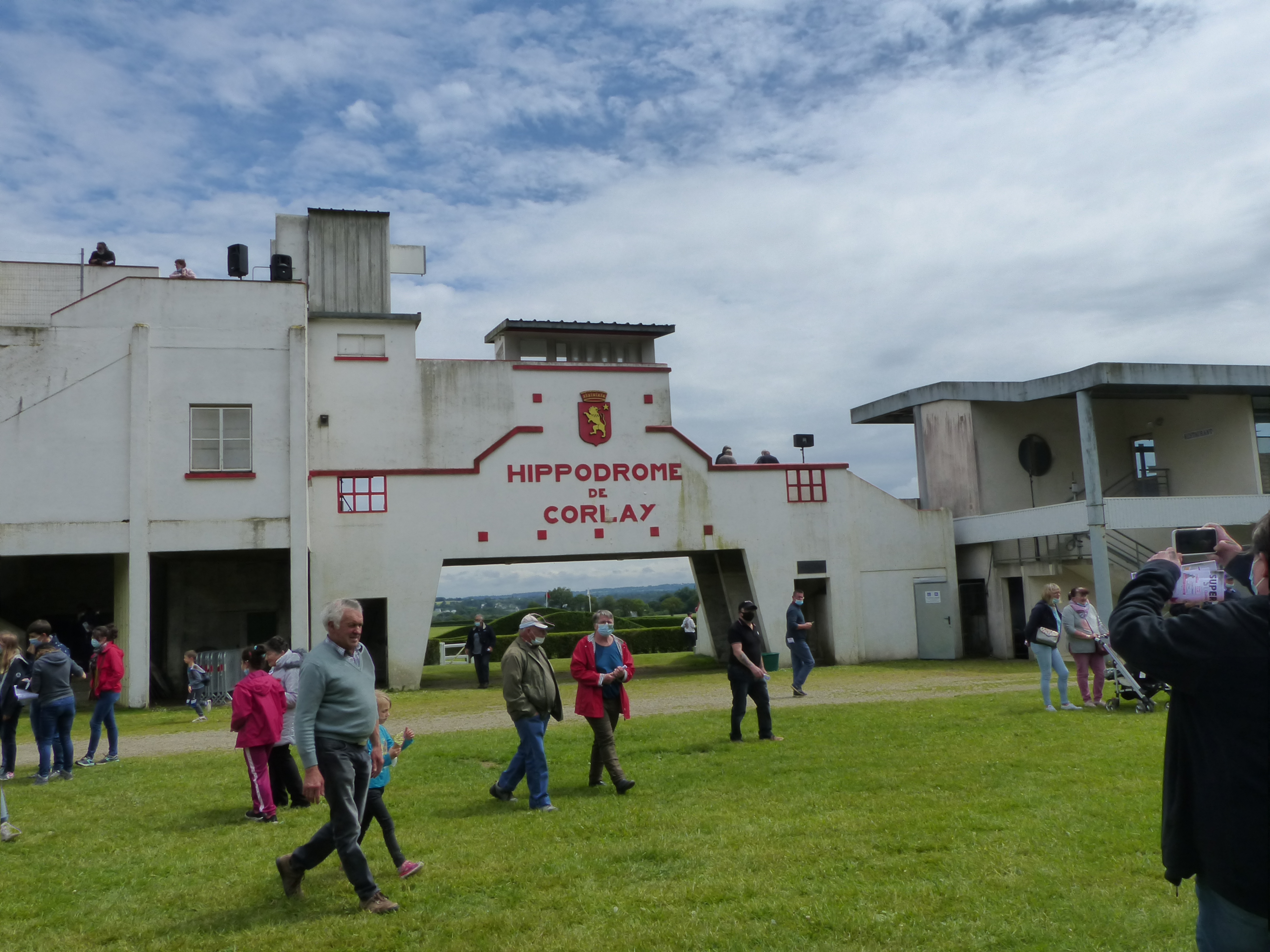
L'équipôle de Corlay.

### Personnalités liées à la commune
- Josué du Boisberthelot de Beaucours (1662-1750) : fils du châtelain de Canihuel (trève de Bothoa), il s'engagea dans l'armée et devint architecte au Québec : arrivé en 1688, il dessina les fortifications de Trois-Rivières en 1691, Québec en 1692-1693, Montréal entre 1707 et 1709, Chambly de 1709 à 1711 et Louisbourg de 1715 à 1716, avant de devenir gouverneur à Trois-Rivières à Montréal de 1733 à 1748.
- Marie-Josèphe Bertrand (1886-1970) : surnommée Joze’r C’hoed, célèbre chanteuse traditionnelle de langue bretonne, elle a inspiré des chanteurs en breton comme Erik Marchand et Yann-Fañch Kemener. Un CD audio lui est consacré : "Grands interprètes de Bretagne 4 - Marie-Josèphe Bertrand - Chanteuse du Centre-Bretagne" édité en 2009 par Dastum et enregistré par Claudine Mazéas de 1959 à 1965[27].
- Étienne Chevance (1905-1989) : né à Canihuel, et décédé à Saint-Nicolas-du-Pélem, Étienne Chevance, militant de la libre pensée et membre de l’Union rationaliste, a été instituteur à Rostrenen et syndicaliste dans l'enseignement. Il a écrit "Bribes de mon enfance", édité par l'Amitié par le livre en 1991.
- Ampouailh, groupe de musique bretonne. Deux des membres du groupe (Simon et Thibault Lotout) sont originaires de Canihuel. Leur premier album (Fest-noz ar Gêr Wenn)  y a été enregistré en 2009[28].

### Héraldique
| Blason de Canihuel | Blason  | Parti d'or et de sinople, à un rencontre de cerf de gueules brochant sur la partition, à la champagne voûtée d'azur chargée d'une moucheture d'hermine de sable*. |
| Blason de Canihuel | Détails | * Il y a là non-respect de la règle de contrariété des couleurs : ces armes sont fautives (sable sur azur). La champagne d'azur est pour l'étang du Pélinec et l'hermine pour la Bretagne. La tête de cerf représente la « force et l'élégance ». Enfin, le jaune est pour la ruralité et le vert pour les étendues sylvestres de la commune. Adopté en décembre 2022. |